# NGC 4927
NGC 4927 (również PGC 44945) – galaktyka eliptyczna (E-S0), znajdująca się w gwiazdozbiorze Warkocza Bereniki. Odkrył ją William Herschel 11 kwietnia 1785 roku. Jest zaliczana do radiogalaktyk.